# 让-玛丽·勒克莱尔
让·玛丽·勒克莱尔（法語：Jean-Marie Leclair；1697年5月10日—1764年10月22日），法国小提琴家，作曲家。
勒克莱尔被认为是法国小提琴学派的奠基人，也是最早一批杰出的法国小提琴家之一。在他的作品中，勒克莱尔吸收了意大利小提琴音乐的表现形式和演奏技术，并结合法国音乐高雅华丽的风格，创作出许多成功的小提琴曲。他的晚期作品体现了从巴洛克到古典主义时代音乐风格的转变。

## 生平
勒克莱尔生于里昂，后来到都灵学习芭蕾舞，并师从Giovanni Battista Somis学习小提琴。1723年他移居巴黎，成为一名受公众欢迎的小提琴家。1738年他接受荷兰奥兰治王室的聘请前往海牙任职，1743年回国。1758年他与第二任妻子离婚，1764年他遭到暗杀，凶手至今未查明，但据推测和他的前妻有关。

## 作品節選

### 编号作品
- 12首小提琴和通奏低音奏鸣曲集，作品1
- 12首小提琴和通奏低音奏鸣曲集，作品2
- 6首双小提琴奏鸣曲，作品3
- 6首双小提琴和通奏低音的三重奏鸣曲，作品4
- 12首小提琴和通奏低音奏鸣曲集，作品5
- D大调休闲音乐，作品6
- 6首小提琴协奏曲，作品7
- G小调休闲音乐，作品8
- 12首小提琴和通奏低音奏鸣曲集，作品9
- 6首小提琴协奏曲，作品10
- 抒情悲剧《席拉和格劳科斯》（Scylla et Glaucus），作品11
- 6首双小提琴奏鸣曲，作品12
- 为两把小提琴和通奏低音而作的3首序曲和3首三重奏鸣曲，作品13
- A大调双小提琴和通奏低音的三重奏鸣曲，作品14
- F大调小提琴和通奏低音的奏鸣曲，作品15

### 未编号作品
- 为小提琴和通奏低音而作的2首小步舞曲

### 遗失作品
- G.M. Orlandini的作品《Semiramide》中的芭蕾音乐，相同的芭蕾音乐也出现在D. Sarro的作品《Didone》中。
- G.M. Orlandini的作品《Antigona》中的芭蕾音乐
- 康塔塔《Près des bois enchantés》
- 嬉游曲《危险的实验（Le danger des épreuves）》
- Apollon et Climène, 2nd entrée of Amusements lyriques,
- Arias and dances for several Fr. plays perf. in Paris,
- Tablature idéale du violon jugée par feu M. le Clair l’aîné être la seule véritable (Paris, 1766)